# 一の渡駅
一の渡駅（いちのわたりえき）は、岩手県宮古市崎山にある三陸鉄道リアス線の駅である。
駅の愛称は「うぐいすの小径」。周囲を山に囲まれ、ウグイスやカッコウの声が聞こえることに由来する。

## 歴史
- 1972年（昭和47年）2月27日：日本国有鉄道宮古線の駅として開業[1]。無人駅[2]。
- 1984年（昭和59年）4月1日：三陸鉄道に転換[3][4]。北リアス線の所属となる[4]。
- 2011年（平成23年）
  - 3月11日：東日本大震災により北リアス線が全線不通。
  - 3月20日：宮古駅 - 田老駅間の運行再開に伴い営業再開。

## 駅構造
島式ホーム1面2線を有する地上駅。無人駅である。

### のりば
| 番線 | 路線      | 方向 | 行先               |
| ---- | --------- | ---- | ------------------ |
| 1    | ■リアス線 | 下り | 久慈方面           |
| 2    | ■リアス線 | 上り | 宮古・釜石・盛方面 |

## 利用状況
「宮古市の統計」によると、2021年度（令和3年度）の1日平均乗車人員は4人である。
2012年度（平成24年度）以降の推移は下記のとおりである。
| 乗車人員推移       | 乗車人員推移     | 乗車人員推移 |
| 年度               | 1日平均 乗車人員 | 出典         |
| ------------------ | ---------------- | ------------ |
| 2012年（平成24年） | 3                | [ 統計 2 ]   |
| 2013年（平成25年） | 2                | [ 統計 2 ]   |
| 2014年（平成26年） | 2                | [ 統計 2 ]   |
| 2015年（平成27年） | 1                | [ 統計 2 ]   |
| 2016年（平成28年） | 1                | [ 統計 3 ]   |
| 2017年（平成29年） | 2                | [ 統計 3 ]   |
| 2018年（平成30年） | 2                | [ 統計 3 ]   |
| 2019年（令和元年） | 4                | [ 統計 3 ]   |
| 2020年（令和02年） | 2                | [ 統計 1 ]   |
| 2021年（令和03年） | 4                | [ 統計 1 ]   |

## 駅周辺
両側をトンネルに挟まれた山間の駅である。
- 国道45号

## 隣の駅
三陸鉄道
■リアス線
山口団地駅 - 一の渡駅 - 佐羽根駅

#### 記事本文
1. 1 2  “日本国有鉄道公示第597号”. 官報. (1972年3月22日)
2. ↑  「通報 ●宮古線宮古・田老間の開業について（旅客局）」『鉄道公報』日本国有鉄道総裁室文書課、1972年3月22日、2面。
3. ↑  石野哲 編『停車場変遷大事典 国鉄・JR編』 II（初版）、JTB、1998年10月1日、502頁。ISBN 978-4-533-02980-6。
4. 1 2  「私鉄年表」『私鉄車両編成表 -全国版- '84年版』ジェー・アール・アール、1984年8月1日、141頁。

#### 利用状況
1. 1 2  “第8章 運輸・通信” (PDF). 宮古市の統計 令和4年版.   宮古市. p. 52 (2023年4月1日). 2023年5月13日閲覧。
2. ↑  “8 運輸・通信” (PDF). 宮古市の統計 平成28年版.   宮古市. p. 50 (2017年4月12日). 2019年2月6日時点のオリジナルよりアーカイブ。2021年5月3日閲覧。
3. ↑  “8 運輸・通信” (PDF). 宮古市の統計 令和2年版.   宮古市. p. 50 (2021年4月7日). 2021年5月3日閲覧。